# Цудзуми
Цудзуми (яп. 鼓) — японский малый барабан китайско-индийского происхождения, относится к семейству симэ-дайко (яп. 締め太鼓), барабанов, настраиваемых шнуром. Его корпус делают в виде песочных часов с двумя мембранами, через обод от одной мембраны к другой пропускают шнур (яп. 調緒 сирабэо), которым можно регулировать её натяжение. Корпус инструмента обычно изготовляют из вишнёвой древесины и покрывают лаком, мембраны производят из лошадиной кожи. Музыкант может менять высоту звука прямо во время представления, изменяя натяжение шнура.
Цудзуми используется для аккомпанирования музыке в театрах но и кабуки, в народных песнях минъё (яп. 民謡). В но малый и большой цудзуми входят в состав оркестра «хаяси» вместе с барабаном большего размера и флейтой. В кабуки обычно используется как минимум один оцудзуми и до четырёх коцудзуми, последние зачастую задают ритм для сямисэнов.

## История
Барабан в форме песочных часов попал в Японию из Индии через Китай и Корею. Точная этимология слова «цудзуми» неизвестна, выдвигается гипотеза о происхождении от индийского барабана дундубхи (хинди दुन्दुभि).
Самые ранние сохранившиеся цудзуми были, вероятно, привезены из Кореи в XVII веке для гигаку, они хранятся в сокровищнице Сёсоин. Судя по всему, изначально техника игры напоминала корейскую при игре на чангу: в правой руке барабанщик держал барабанную палочку, а левая оставалась пустой.
Обе разновидности цудзуми прибыли на Рюкю вместе с музыкой театра но, получив названия «большое тело» (яп. ウフドウ уфудо:) и «маленькое тело» (яп. クドウ кудо:).

## Разновидности
Слово «цудзуми» в узком смысле означает самый маленький из таких барабанов, коцудзуми (яп. 小鼓, буквально «маленький цудзуми»), который при выступлении держат на правом плече и играют правой рукой, помимо него существует также оцудзуми (яп. 大鼓 о:цудзуми, большой цудзуми), называемый также окава (яп. 大革 о:кава, «большая кожа»), на котором играют правой рукой, поставив на левое колено. Кроме того, в гагаку используются два из «нумерованных» цудзуми — «первый цудзуми» (яп. 一鼓 икко, длина 36 см, диаметр обода 24 см) и «третий цудзуми» (яп. 三の鼓 сан-но цудзуми, длина 45 см, диаметр обода 42 см).
Оцудзуми издаёт два типа звука: «тён» (более сильный) и «цу» (более слабый); коцудзуми — четыре:
- ти — тихий удар безымянным пальцем по краю мембраны, шнур натянут;
- та — громкий удар средним и безымянным пальцами, шнур максимально натянут;
- пу — тихий удар указательным пальцем в центр, шнур расслаблен,
- по — сирабэо натягивают, после чего в середину мембраны ударяют всеми пальцами с силой, а затем натягивают шнур снова.

Удары комбинируются во фразы, всего их около 200 для каждого барабана. Кроме того, исполнители издают  (яп. 掛け声 какэгоэ), указывающие на изменение темпа или динамики исполнения, а также координирующие всех музыкантов.

## Составные части
У обоих видов цудзуми имеются следующие составные части:
- корпус (яп. 胴 то:),
- наружная мембрана (яп. 表革 омотэгава),
- внутренняя мембрана (яп. 裏革 урагава),
- шнур (яп. 調緒 сирабэо).

За инструментом сложно ухаживать, так как он требует нагрева для наилучшего качества звука. Перед выступлением музыкант должен нагреть мембрану, причём коцудзуми требуется повышенная, а оцудзуми — пониженная влажность. Исполнитель на коцудзуми перед игрой прикрепляет на заднюю мембрану полоски васи, смоченные слюной, и дышит на них во время представления. В середине пьесы но играющему на оцудзуми обычно приносят свежеподогретый инструмент.